# Oscar Guttormsen
Oscar Guttormsen (* 27. März 1884 in Oslo; † 15. Januar 1964 ebenda) war ein norwegischer Leichtathlet, der zweimal an Olympischen Spielen teilnahm.
Bei den Olympischen Zwischenspielen 1906 in Athen wurde er Vierter im Dreisprung.
1908 in London belegte er in derselben Disziplin den 14. Platz. Im 200-Meter-Lauf erreichte er das Halbfinale, über 100 und 400 Meter sowie im 110-Meter-Hürdenlauf schied er in der Vorrunde aus.
Dreimal wurde er nationaler Meister im Dreisprung (1905, 1907, 1909), zweimal über 100 Meter (1907, 1908), viermal über 110 Meter Hürden (1906–1909), zweimal über 400 Meter (1907, 1908), zweimal im Weitsprung (1907, 1909) und je einmal im Hochsprung (1905), im Stabhochsprung (1907) sowie im Kugelstoßen (1908).